# James Heckman
James Heckman, né le 19 avril 1944, est un économiste de l'Université de Chicago. Il fut récompensé pour ses travaux pionniers en économétrie et en économie, par le Prix de la Banque de Suède (avec Daniel McFadden) en 2000. Au-delà du Nobel, il a été récompensé en 1983 par la Médaille John Bates Clark de l'association économique américaine, par la médaille 2005 de Dublin Ulysse d'université, et par la récompense 2005 d'Aigner du journal de l'économétrie.
Heckman a commencé sa carrière au Collège du Colorado, avant de recevoir son PhD en économie de l'université de Princeton en 1971. Par la suite, il a servi quelque temps comme professeur-assistant à l'université Columbia avant d'intégrer l'université de Chicago. Il obtient en 2011 une bourse du Conseil européen de la recherche dans le cadre du Programme-cadre pour la recherche et le développement technologique afin de travailler à l'University College Dublin, où il enseignait déjà depuis 2006.

## Recherche
Heckman a eu un grand apport dans la théorie économétrique. Les nouveaux outils qu’il a créés ont été diffusés et sont utilisés pour effectuer des études empiriques. Ainsi, le cœur de son travail consiste à développer la meilleure base scientifique possible afin d’évaluer les politiques publiques et, in fine, améliorer l'estimation de leurs résultats afin d'améliorer l'efficacité de ces politiques.  
Heckman est notoire pour avoir introduit le concept de biais de sélection dans l'analyse économétrique moderne. En effet, travailler avec des échantillons avec une sélection non aléatoire des individus en faisant partie implique des résultats biaisés. 
Par exemple, supposons que nous voulons estimer l’efficacité d’un certain programme de formation. La participation à ce programme est volontaire. Seulement les agents les plus motivés s’y présenteront. L’économètre observe la différence de revenus avant et après la formation, afin d’isoler l’effet de la formation. Néanmoins, cette différence peut s’expliquer par de nouvelles compétences acquises, mais aussi par la motivation des agents y participant : des agents moins motivés bénéficieront peut-être moins de la formation. Ainsi, l’effet réel de la formation peut être surestimé en raison de bais de sélection. D’un point de vue de politique publique, cela signifierait que l’implémentation de la formation à une large échelle peut avoir des effets moindre qu’espéré, étant donné que les agents « peu motivés » qui sont présents dans la population mais qui n’étaient pas représentés dans le sample bénéficieront pas de l’effet de la formation.

Il a créé un outil (la correction de Heckman) afin de pallier ces biais. Sa méthode consiste en une estimation en deux étapes :
d’abord, l’économètre estime les facteurs qui poussent les agents à entrer dans l’échantillon. Ainsi, chaque agent dans l’échantillon se voit attribuer une probabilité d’être effectivement dans l’échantillon, conditionnellement à ses propres paramètres observés ;
ensuite, l’économètre évalue l’effet du traitement pour chaque agent, conditionnellement à la probabilité que l’agent soit dans le sample.
Si nous reprenons l’exemple au-dessus : on peut estimer le degré de motivation des agents (motivés ou non motivés) à la première période. Dans le sample, il y aura des agents considérés comme étant, de base, motivé et des agents considérés comme non motivés. Il suffit d’estimer l’effet du traitement au global et de voir les différences éventuelles entre l’effet estimé pour les personnes considérées comme motivés et l’effet estimé pour les personnes considérées comme non motivés. Cette différence constitue une estimation du biais de sélection.

## Publications
- Longitudinal Analysis of Labor Market Data, Burton Singer (ed), Cambridge : Cambridge University Press, 1985.
- Handbook of Econometrics, Vol 5 (with E. L. Leamer), New York : North-Holland, 2001.
- Inequality in America : What Role for Human Capital Policy ?, J. Heckman and A. Krueger, eds., Cambridge, MA: MIT Press, 2003.
- Evaluating Human Capital Policies (Gorman Lectures), forthcoming Princeton University Press, 2004.
- Law and Employment: Lessons From Latin America and the Caribbean (with C. Pages), University of Chicago Press, For NBER, 2004.
- Handbook of Econometrics, Vol 6 (with E. L. Leamer), Under preparation. New York : North-Holland, forthcoming 2007.
- The GED, Under preparation, Brookings, 2007.